# 神田相生町
神田相生町（かんだあいおいちょう）は、東京都千代田区の町名。住居表示未実施であり、丁目の設定のない単独町名である。

## 地理
JR秋葉原駅中央改札口の北側に位置する。北側は神田練塀町、東側は神田松永町、南側は神田花岡町、西側は外神田と隣接する。町域はきわめて狭小で、中央部を東西方向に神田明神通りが通る。町域西側はJRの線路敷地である。東側には2棟のオフィスビルがあるが、このうち、通りの北側にある「大東ビル」は建物の南半分が当町に位置するが、住所は神田練塀町として登録されている。また通りの南側にある「秋葉原センタープレイスビル」は、建物全体が神田相生町内に立地する。
神田相生町は、建造物の住所表示としては長年使用されず、地籍上のみの地名であったが、秋葉原センタープレイスビルのオープン後は同ビルの住所「神田相生町1番地」として使用されている。

## 歴史
慶應2年10月17日（1866年11月23日）、日本で初めてパスポートを取得した隅田川浪五郎の日本国旅券には浪五郎が相生町に住んでいることが記されている。

## 交通
町域内に、駅は存在しない。交通面では東京メトロ日比谷線の秋葉原駅（神田佐久間町）が近い。山手線や京浜東北線などJR東日本の線路は通っているものの、JR秋葉原駅のホームは神田花岡町にあり、駅自体の住所も外神田に所在する。

## 事業所
2021年（令和3年）現在の経済センサス調査による事業所数と従業員数は以下の通りである。
- 事業所数 : 11事業所
- 従業員数 : 917人

### 事業者数の変遷
経済センサスによる事業所数の推移。
| 年                 | 事業者数 |
| ------------------ | -------- |
| 2016年（平成28年） | 14       |
| 2021年（令和3年）  | 11       |

### 従業員数の変遷
経済センサスによる従業員数の推移。
| 年                 | 従業員数 |
| ------------------ | -------- |
| 2016年（平成28年） | 2,253    |
| 2021年（令和3年）  | 917      |

## その他

### 日本郵便
- 郵便番号 : 101-0029[3]（集配局 : 神田郵便局[7]）。